# 少年時代
『少年時代』（しょうねんじだい）は、藤子不二雄の安孫子素雄による日本の漫画および、1990年に公開された映画。

## 概要
漫画家コンビ・藤子不二雄の安孫子素雄が、作家・柏原兵三の小説『長い道』を漫画化し、1978年（昭和53年）から1979年（昭和54年）まで『週刊少年マガジン』（講談社）に連載した。
漫画版の舞台は、安孫子が戦時中に疎開した富山県下新川郡朝日町山崎をモデルにしている。
『少年マガジン』連載当初は読者からの反響が全く無く、安孫子自身戸惑っていた。しかし連載が終了してから読者からの手紙が殺到したという。

## あらすじ
太平洋戦争末期、主人公の風間進一は東京から富山へ疎開する。そこで進一はタケシという少年と親友になるが、級長であり同級生の少年達の中の権力者であるタケシは、何故か学校内では進一を冷たくあしらう。やがてタケシと級友達との権力争いが始まり、進一は否応なくその争いに巻き込まれて行く。

## 登場人物
風間進一
本作品の主人公。弟の進二と共に東京から富山へ疎開した国民学校5年生。東京にいた時はクラスの副級長をしており、タケシには田舎ではすぐ級長になれる器だと思われている。東京育ちで気取っているという理由で、疎開先の学校の同級生にいじめられる。タケシの気まぐれな態度に戸惑いつつも、それに甘んじている。
進藤武（通称タケシ）
進一のクラスの級長で番長。体が丈夫でケンカに強く、頭も良い。体の弱い父の分まで働いており、周りの大人から信頼されているが、学校では学級を支配し、自分の言う事に背いた者にはすぐに暴力を振るうため、同級生からは不満をもたれている。進一に対しては友人として接しているが、進一がしゃくに障ることをすると、集団で彼にいじめを行う。ある時、中学生の不良グループ（漫画版では、大黒という隣街の中学生）からリンチされ、それをきっかけにこれまでとは逆にいじめの標的になってしまう。
美那子
校長先生の親戚で、大阪から疎開してきた女の子。タケシは彼女に好意を抱いているのか、彼女が進一と一緒にいると、決まって進一を集団でいじめる。
映画版では大阪弁で話し、進二の行動や胸中を指摘してからかうなどませた性格をしている。
フトシ
進一の級友で、実力面では副番長格だが一匹狼的な存在。無口で大柄。唯一、進一のクラスでタケシの支配に従わない存在だが、体が大きく力もあるためタケシも彼には安易に手を出さない。進一へのいじめには加わらず、「うるさくて縄がなえない」「頭が痛くなる」などの理由でいじめを止める場面も多い。多少の攻撃ではビクともせず、ノボル、キヨシ、コウジの3人をまとめて倒したり、タケシとの対決では彼の用意した木刀を一瞬でへし折りタケシを苦戦させるほどケンカに強いが、タケシとは違って勉強は苦手。映画版では序盤から除け者にされた進二に対して友好的に接しており、それが元で度々タケシから制裁を受ける。漫画版と違い粗暴ながら姉思いな一面も見られる。
ケンスケ
進一の級友で、タケシのライバル。体が弱く、長い間入院しており学校を休んでいたが、進一たちが進級し6年生になった時に復学した。タケシには非常に大きな不満を持っており、クラスの皆と団結しタケシを倒そうと目論んでいる。タケシ自身も彼のことを妬み嫌っている。裕福な家庭に育ち、頭がよく幼稚園の時には東京にいた。タケシが中学生達にリンチされたのを知り、クラス全員でタケシに復讐の計画を立てた。
マサル
進一の同級生で、太った男の子。おとなしい性格で、進一を学校や泉山へ案内するなど好意的に接している。
タケシのことをリーダーとして信頼しているが、フトシとの対決ではフトシが勝てば良いと思っていると進一に話すなど、いつも威張っていることに対して多少不満を抱いている様子。
キスケ
進一の同級生。時折他のクラスメイトと一緒に進一をからかうこともあるが、基本的にマサル同様おとなしく、好意的に接している。マサル曰く、足が速くてすばしっこいため斥候を担当している。タケシや仲間たちを宥める役割も担っている。また、クラスの状況をよく把握しており、的確に分析しては進一を度々感心させている。進一はマサル、キスケと仲がよく、共に行動することが多い。
ノボル
進一の同級生。マサルやキスケとは違い、進一に対して意地悪ばかりする冷酷で陰険な性格。タケシのやり方には非常に不満を持っている。また、キヨシやコウジと仲が良く、タケシが進一のいじめに参加しない時はこの3人が中心になって進一をいじめる。映画版では、主人公の進二に意地悪することもあるが漫画版ほど悪辣ではなく、進二と一緒に騎馬戦をしたり、フトシや美那子、浜見集落の仲間たちとともに駅まで進二親子の見送りに来ている。
風間進二
進一の弟。国民学校3年生。兄とは対照的に要領がよく活発な性格で、泉山村の環境にもすぐに順応する。東京の学校では暴れん坊として知られ、タケシに強い憧憬の念を向けている。
庵寿さん
疎開中の風間兄弟が身を寄せている光禅庵の尼僧。明るくて優しい。

## 単行本
- 講談社コミックス『少年時代』（講談社） 全5巻 - 絶版
- 藤子不二雄ランド「少年時代』（中央公論社）全5巻 - 絶版
- 愛蔵版『少年時代』（中央公論社）全1巻 - 絶版
- 中公文庫コミック版『少年時代』（中央公論社）全3巻
- 藤子不二雄Ⓐランド『少年時代』（ブッキング）全5巻

## 映画
1人の漫画家・藤子不二雄Ⓐとして独立した安孫子素雄が企画・製作を務め、映画化された。監督は篠田正浩。1989年7月11日に制作発表が行われ、7月22日に朝日町立大家庄小学校で富山県内ロケが開始された。その後、1990年に東宝系にて公開された。主人公の名前が「進二」である点をはじめとして一部漫画版と設定が異なるが、主人公が3人兄弟の末っ子で、一人で富山の親戚宅に疎開する点などは原作小説『長い道』と同じ設定である。
公開当時、興行的には大ヒットに至らなかったが、第14回日本アカデミー賞の最優秀作品賞、最優秀監督賞、最優秀脚本賞、最優秀音楽賞、最優秀美術賞、最優秀録音賞など6部門の最優秀賞受賞をはじめとした多くの映画賞を30部門以上受賞し高く評価された。
井上陽水の大ヒット曲「少年時代」はこの映画の主題歌である。原作者である藤子不二雄Ⓐが、友人である井上陽水に曲を依頼したという。
出演者はプロの俳優だけでなく、富山の現地の人々も起用している。

### キャスト
- 風間進二：藤田哲也
- 大原武：堀岡裕二
- 須藤健介：小日向範威
- 田辺太：山崎勝久
- 佐伯美那子：小山篤子
- 登（浜見集落）：工藤彰吾
- 勝（浜見集落）：細池孝二
- 清（浜見集落）：岩渕健
- 喜助（浜見集落）：中島賢太郎
- 滋（浜見集落）：高鉾龍
- 秀（浜見集落）：沢田博志
- 五年男組：黒田垂歩（野沢）、加藤隆司（河村）、長谷川靖夫（光夫）
- 風間修作（進二の父）：細川俊之
- 風間静江（進二の母）：岩下志麻
- 風間秀一（進二の兄）：鈴木武次郎
- 風間まさ（進二の祖母）：鈴木光枝
- 風間辰男（進二の伯父）：河原崎長一郎
- 風間しげ（進二の伯母）：三田和代
- 武の祖父：伊達三郎
- 武の弟：古川秀二
- 太の父：益富信孝
- 太の母：絵沢萌子
- 太の姉（昭子）：仙道敦子
- 美那子の母：高畑淳子
- 修作の運転手：田村錦人
- 校長先生：芦田伸介
- 増田先生：津村鷹志
- 女先生：谷口朋子
- 風泊の駅長：大滝秀治
- 銭湯の老人：浜村純
- 本田清二：渡浩行
- 在郷軍人：井上博一
- アナウンサーの声：天野脩次郎
- 写真館の主人：大橋巨泉
- 写真館の妻：三好美智子
- 鳥舞の高等科：鈴木健
- 鳥舞の六年生：加藤岳史
- 鳥舞の五年生：森岩健太郎、川畑健一郎
- その他の児童たち
  - 大家庄小学校（朝日町）関係者
  - 五箇庄小学校（朝日町）関係者
  - 泊小学校（朝日町）関係者
  - 笹川小学校（朝日町）関係者
  - 山崎小学校（朝日町）関係者
  - 横山小学校（入善町）関係者
  - 椚山小学校（入善町）関係者
  - 城端小学校（城端町）関係者

### スタッフ
- 監督：篠田正浩
- 原作：柏原兵三、藤子不二雄Ⓐ
- 企画・製作：藤子不二雄Ⓐ
- 脚本：山田太一
- 音楽：池辺晋一郎
- 主題歌：井上陽水「少年時代」
- 撮影：鈴木達夫
- 照明：水野研一
- 録音：西崎英雄
- 美術：木村威夫
- 編集：長田千鶴子
- 装飾：神田明良
- 記録：天池芳美
- 製作担当：上原英和、森顕正
- 助監督：須藤公三、桑原昌英
- 音響効果：川崎努
- 殺陣：二家本辰己
- 企画協力：高倉三郎
- ロケ協力：富山県、富山市、高岡市、氷見市、入善町、朝日町、城端町、立山町、トナミ運輸、大井川鐵道、富山地方鉄道、西日本旅客鉄道　ほか
- 資料協力：小学館、講談社、砺波郷土資料館、銀座かぶきや
- MA：アオイスタジオ
- 現像：IMAGICA
- 特別協賛：学生援護会
- プロデュース：永井正夫
- プロデューサー補：鯉渕優
- 製作プロダクション：表現社
- 製作総指揮：小田久栄門
- 製作：「少年時代」製作委員会（藤子スタジオ、小学館、中央公論社、テレビ朝日、旭通信社、シンエイ動画）